# Odrodzenie Komunistyczne
Odrodzenie Komunistyczne lub Partia Odbudowy Komunistycznej (wł. Partito della Rifondazione Comunista, RC) – włoska komunistyczna partia polityczna, należąca do Europejskiej Partii Lewicy i Europejskiej Lewicy Antykapitalistycznej.

## Historia
Odrodzenie Komunistyczne został założone przez radykalną część działaczy Włoskiej Partii Komunistycznej, którzy nie akceptowali powołania na bazie PCI odchodzącej od dotychczasowych postulatów Demokratycznej Partii Lewicy. Zamierzając zachować komunistyczną tożsamość, grupa ta utworzyła nową formację, do której wkrótce przyłączyła się skrajnie lewicowa Demokracja Proletariatu. Przewodniczącym komunistów został Armando Cossutta, pełnił tę funkcję do czasu swojego odejścia z partii. Wówczas (w 1998) zrezygnowano z obsadzania tego stanowiska.
Pomiędzy 1992 a 2006 Odrodzenie Komunistyczne otrzymywało około 5–8% głosów. Najlepszy rezultat uzyskało w 1996 (8,6% głosów), kiedy to zdecydowało się startować samodzielnie. RC wspierało pierwszy rząd Romano Prodiego, jednak w 1998 wycofało swoje poparcie, co doprowadziło do utraty większości parlamentarnej i upadku tego gabinetu. Decyzji lidera partii Fausta Bertinottiego sprzeciwiła się część działaczy. Powołali oni nowe ugrupowanie (Partię Komunistów Włoskich), które przystąpiło do koalicji tworzącej rząd Massima D’Alemy.
Niekonstruktywna postawa Odrodzenia Komunistycznego i brak udziału w jednym z dużych bloków politycznych przyczynił się do słabych wyników partii w wyborach do Parlamentu Europejskiego w 1999 i do parlamentu krajowego XIV kadencji w 2001. RC zaczęło wówczas przedstawiać się jako ugrupowanie reprezentujące włoski ruch antyglobalistyczny, a także środowiska LGBT. W 2005 jeden z jego liderów, Nichi Vendola, został wybrany na prezydenta regionu Apulia. Odrodzenie Komunistyczne przystąpiło do wielkiej centrolewicowej koalicji L’Unione. Po wyborach w 2006 stało się trzecim pod względem wielkości ugrupowaniem tego bloku. Dzięki temu Fausto Bertinotti objął stanowisko przewodniczącego Izby Deputowanych XV kadencji, formalnie rezygnując w związku z tym z funkcji partyjnych.
Udział w rządzie Romano Prodiego wiązał się m.in. z poparciem udziału włoskiej armii w Afganistanie i Libanie, co sprowadziło na komunistów szeroką krytykę ze strony europejskiej skrajnej lewicy, a także przyczyniło się do trzech drobnych rozłamów, w wyniku których powstały nowe marginalne partie.
W 2007 od partii oderwało się trockistowskie skrzydło partii, rozłamowcy założyli nową partię pod nazwą Krytyczna Lewica. W grudniu 2007 RC należało do inicjatorów nowej koalicji Lewica-Tęcza, tworzonej wraz z PdCI, Federacją Zielonych i Demokratyczną Lewicą. Blok ten w przedterminowych wyborach w 2008 uzyskał około 3,1%, nie przekraczając wyborczego progu. W tym samym roku ujawniono dokumenty wskazujące na bliskie i częste kontakty polityczne działaczy RC z przedstawicielami kolumbijskiej terrorystycznej organizacji FARC.
Po porażce wyborczej, nowym sekretarzem krajowym RC (przy poparciu około 53% delegatów) został w połowie 2008 Paolo Ferrero, były minister solidarności społecznej i główny krytyk polityki dotychczasowego faktycznego przywódcy, Fausta Bertinottiego. Wybór ten doprowadził do podziałów w ramach partii, ostatecznie na początku 2009 grupa skupiona wokół Nichiego Vendoli opuściła Odrodzenie Komunistyczne, powołując Ruch na rzecz Lewicy. Po tym rozłamie Odrodzenie Komunistyczne podpisało porozumienie z innymi formacjami (w tym z PdCI) celem wystawienia wspólnej listy w wyborach do PE. Partia wchodził później w różne koalicje (takie jak np. Federacja Lewicy, Rewolucja Obywatelska), nie odnosząc sukcesów w kolejnych wyborach krajowych.

## Sekretarze krajowi
- Sergio Garavini (1991–1994)
- Fausto Bertinotti (1994–2006)
- Franco Giordano (2006–2008)
- Paolo Ferrero (2008–2017)[1]
- Maurizio Acerbo (od 2017)

## Wyniki wyborcze
| Rok  | Wybory             | Głosy     | %    | Miejsca |
| ---- | ------------------ | --------- | ---- | ------- |
| 1992 | Izba Deputowanych  | 2 202 574 | 5,6% | 35      |
| 1992 | Senat              | 2 163 317 | 6,5% | 20      |
| 1994 | Izba Deputowanych  | 2 334 029 | 6,0% | 39      |
| 1994 | Senat              | –         | –    | 18      |
| 1994 | Wybory europejskie | 1 991 977 | 6,1% | 5       |
| 1996 | Izba Deputowanych  | 3 215 960 | 8,5% | 35      |
| 1996 | Senat              | –         | –    | 10      |
| 1999 | Wybory europejskie | 1 330 341 | 4,3% | 4       |
| 2001 | Izba Deputowanych  | 1 867 712 | 5,0% | 11      |
| 2001 | Senat              | 1 705 733 | 5,0% | 4       |
| 2004 | Wybory europejskie | 1 971 700 | 6,1% | 5       |
| 2006 | Izba Deputowanych  | 2 229 604 | 5,8% | 41      |
| 2006 | Senat              | 2 518 624 | 7,4% | 27      |